# Darby, Montana
Darby är en ort i Ravalli County i delstaten Montana, USA.